# 乔治敦 (华盛顿哥伦比亚特区)

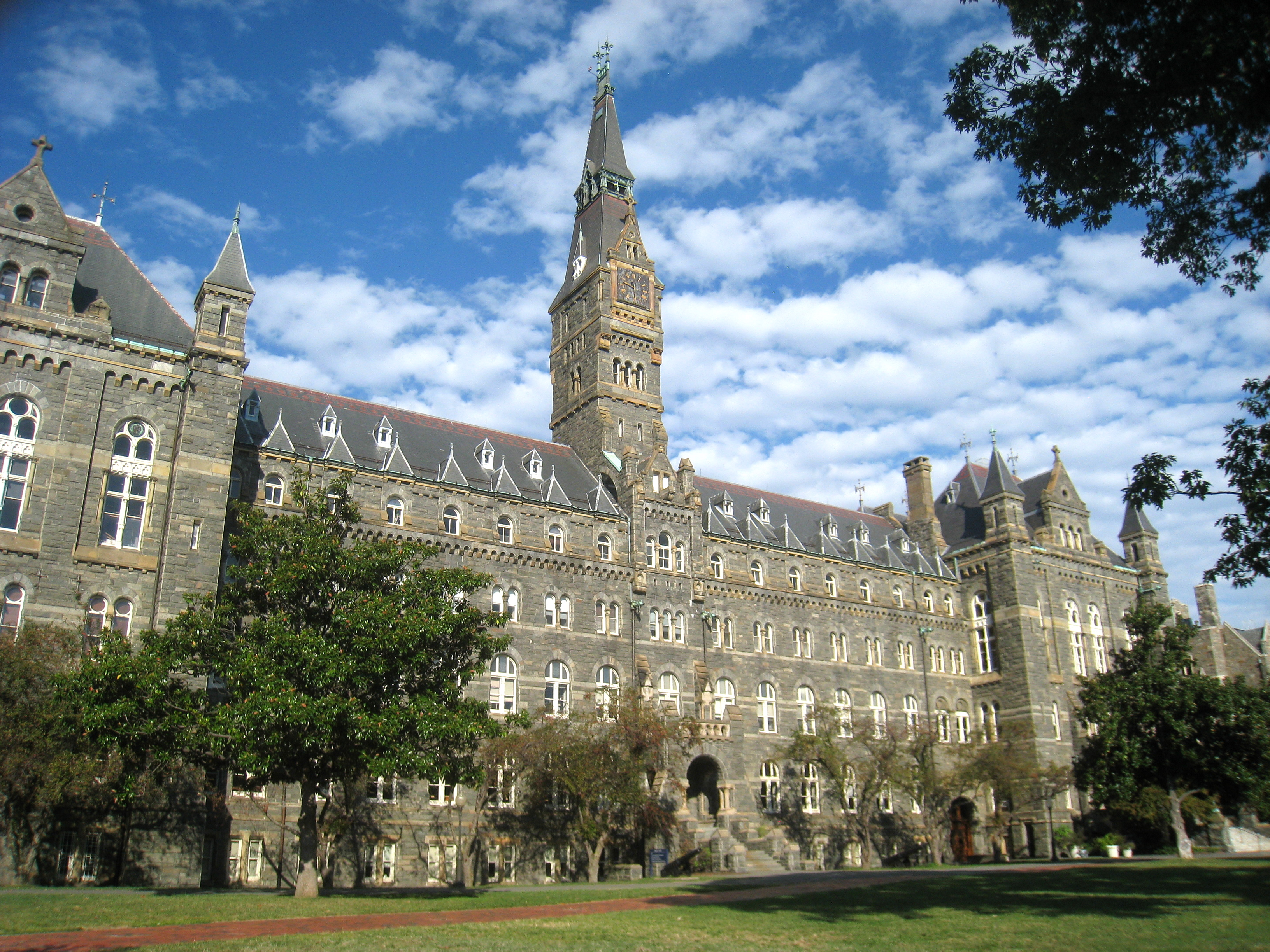
喬治城大學

在華盛頓哥倫比亞特區的位置

乔治敦（英語：Georgetown）是华盛顿哥伦比亚特区西北区的一个社区，位于波托马克河沿岸，是著名的乔治敦大学的所在地。乔治敦于1751年在马里兰州成立，比哥伦比亚特区成立早了40年。乔治敦一直是一个独立的直辖市，直到1871年美国国会为整个哥伦比亚特区建立了一个新的联合政府。
乔治敦的主要商业走廊是威斯康星大道和M街的交汇处，其中包括高档商店、酒吧、餐馆和购物中心。
乔治敦是乔治敦大学主校区和许多其他地标的所在地。喀麦隆、法国、冰岛、列支敦士登、蒙古、瑞典、泰国、乌克兰和委内瑞拉大使馆设在乔治敦。
1967年，乔治敦历史区被列入美国国家史迹名录。